# Александер Мексі
Александер Габріель Мексі (алб. Aleksandër Meksi; нар.8 березня 1939 р., м. Тирана) — албанський політик, прем'єр-міністр Албанії з квітня 1992 р. до березня 1997 року. За фахом — археолог.
Мексі був членом Демократичної партії Албанії, очолював кабінет у часи президентства Салі Беріші, члена тієї самої партії. Мексі пішов у відставку на тлі поринання країни в економічну кризу. За кілька місяців після цього з посту президента пішов і Салі Беріша.